# Grabowo (powiat przasnyski)
Grabowo – wieś w Polsce, położona w województwie mazowieckim, w powiecie przasnyskim, w gminie Przasnysz. Ma status sołectwa.
W skład sołectwa Grabowo wchodzi także Nowa Krępa (część wsi Stara Krępa).
| SIMC    | Nazwa          | Rodzaj    |
| ------- | -------------- | --------- |
| 0517861 | Cegielnia      | część wsi |
| 0517878 | Święte Miejsce | część wsi |

Na terenie sołectwa znajduje się Zespół Szkół im. mjra Henryka Sucharskiego.
W czasie I Wojny Światowej przez sołectwo przechodził szlak frontu wschodniego, czego pamiątką są mogiły poległych żołnierzy na przykościelnym cmentarzu.
W latach 1975–1998 miejscowość należała administracyjnie do województwa ostrołęckiego.
Wierni Kościoła rzymskokatolickiego należą do parafii św. Stanisława Biskupa w Świętym Miejscu.